# Amegilla acraensis
Amegilla acraensis är en biart som först beskrevs av Fabricius 1793.  Amegilla acraensis ingår i släktet Amegilla och familjen långtungebin. Inga underarter finns listade i Catalogue of Life.